# Джибо (город)
Джибо — город на севере Буркина-Фасо, столица провинции Сум и департамента Джибо. Расположен в 203 км к северу от Уагадугу и 45 км от границы с Мали. Основан в XVI веке и стал столицей Джилгоджи, прежде чем в XIX веке попал под владычество империи Массина. Город известен своим рынком животных. Основной этнической группой являются фулани. 29 июля 2011 года на водосливе плотины Джибо произошла потенциально катастрофическая авария с участием грузовика с цианидом, следовавшего к близлежащему золотому руднику Ината.
4 марта 2022 года Africanews сообщило, что в городе разворачивается гуманитарный кризис, поскольку он был осажден джихадистскими силами.